# Саянский хребет
Сая́нский хребе́т — горный хребет на юге Красноярского края России, в системе Западного Саяна.
Хребет сложен преимущественно метаморфическими сланцами, гранитами, порфиритами и туфами. Максимальная высота — 2736 м.
На склонах до высоты 1700—1800 м произрастает кедрово-лиственнично-пихтовая тайга.

## Топографические карты
- Лист карты M-46-3 лет  Чул-акс----. Масштаб: 1 : 100 000. Издание 1974 г.
- Лист карты N-46-135 верховье  р  Инсуг. Масштаб: 1 : 100 000. Состояние местности на 1964 год. Издание 1969 г.
- Лист карты N-46-136 р  Ала-аян. Масштаб: 1 : 100 000. Состояние местности на 1975 год. Издание 1986 г.